# Cúa
Cúa ist die Hauptstadt des Bezirks (Municipio) Urdaneta des Bundesstaates Miranda in Venezuela. Sie wurde 1690 gegründet und liegt 490 m über dem Meeresspiegel. 

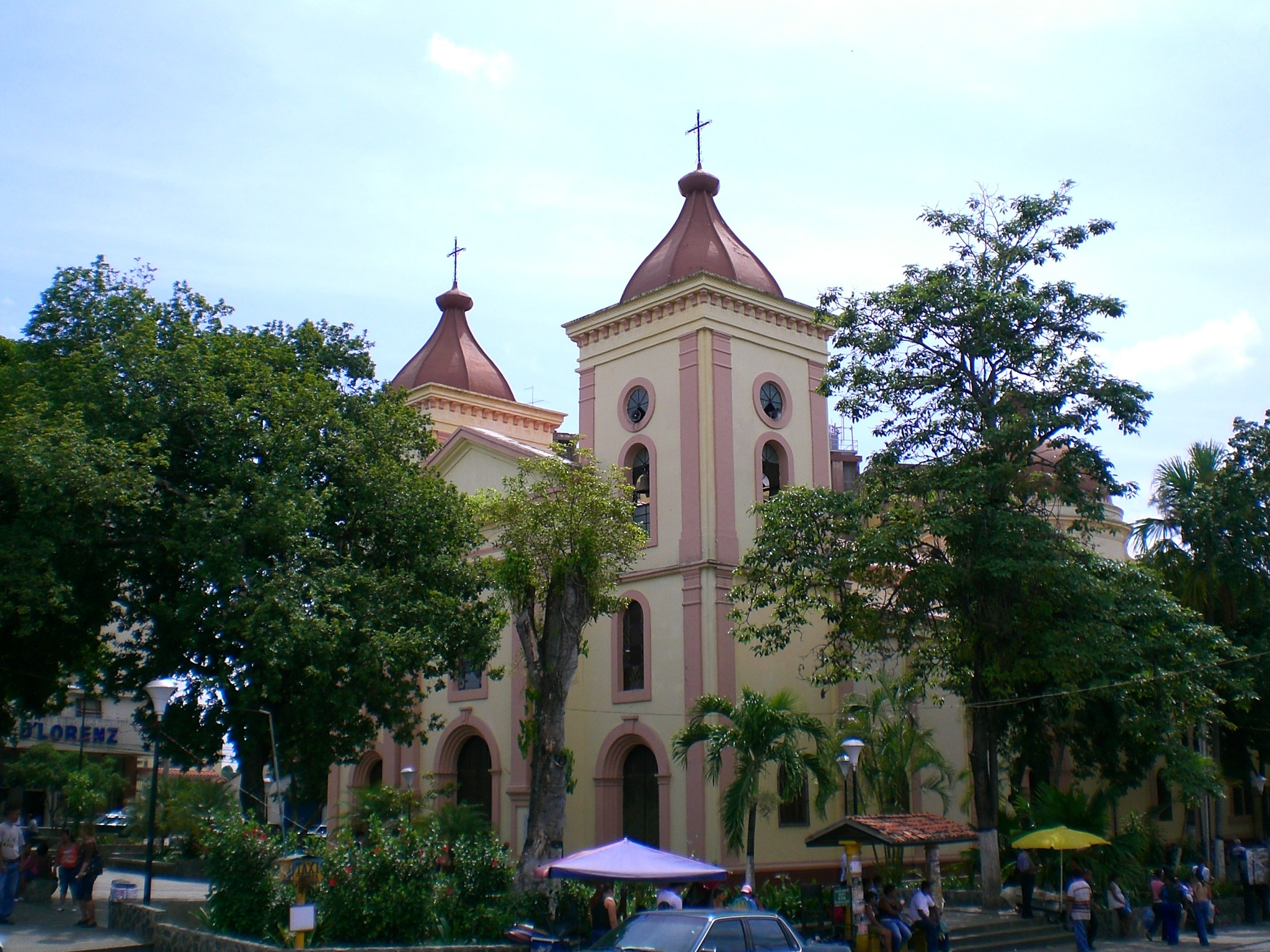
Kirche Nuestra Señora del Rosario in Cúa

Die Temperatur liegt das ganze Jahr hindurch zwischen 18 und 28 °C, bei 60 Tagen Niederschlag im Jahr. Die Vegetation besteht hauptsächlich aus Laubwald und Wiesen. Die Einwohnerzahl beläuft sich auf 123.000 (Stand: 2004).
Es werden Land- und Viehwirtschaft betrieben und Kakao, Kaffee und Zuckerrohr angebaut sowie Schweine und Vieh gezüchtet. 
Die wichtigsten Stadtteile sind Nueva Cúa, Lecumberry, LaFila, Mume, Sankt Rosa und Aparay. Die lokale Heilige ist die Jungfrau von Betania, welche durch ihre Marienerscheinungen berühmt wurde. 

## Verkehr

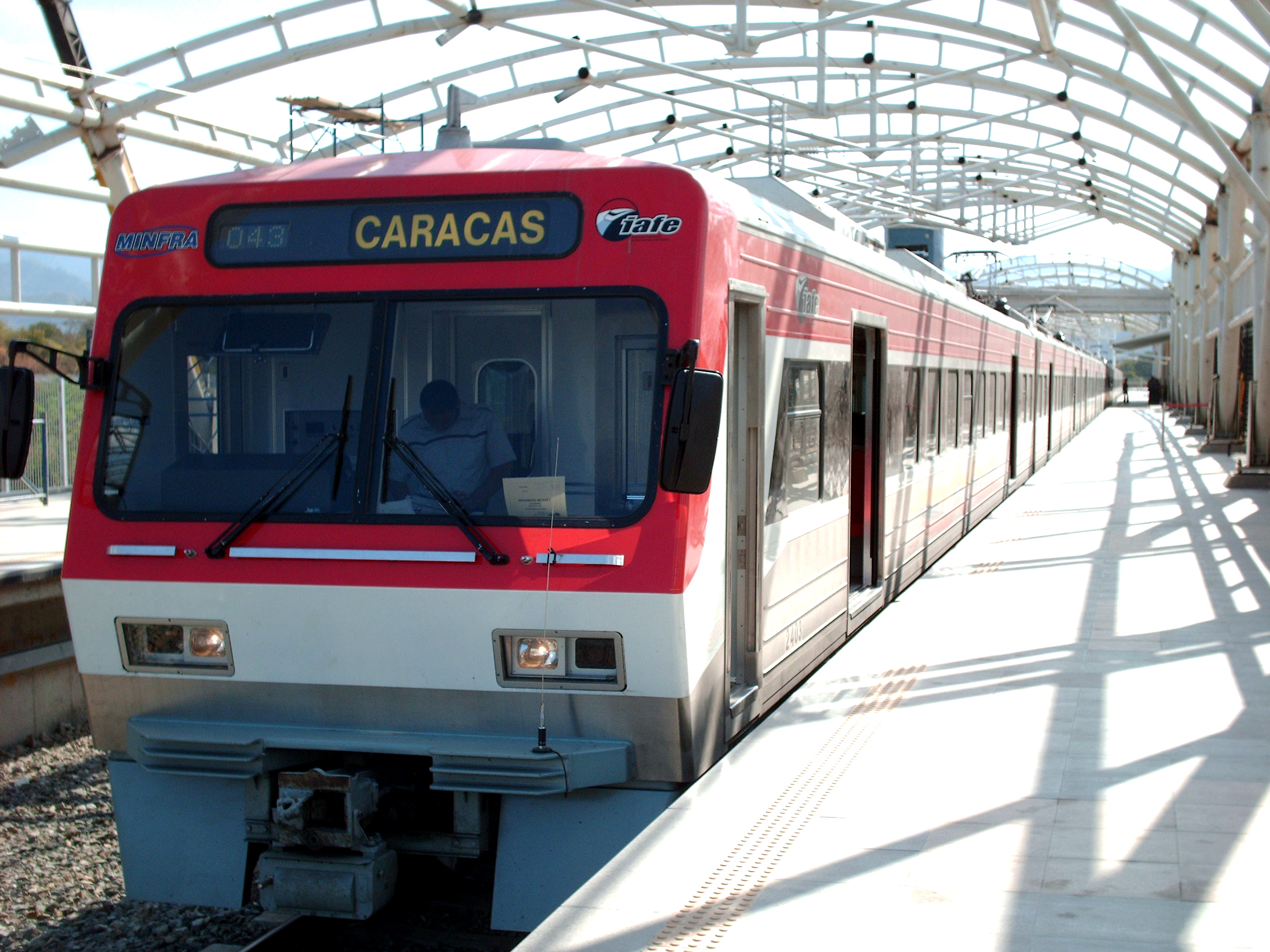
Zug nach Caracas im Bahnhof von Cúa

Cúa ist mit einer elektrifizierten Eisenbahnstrecke von 41 km Länge mit der venezolanischen Hauptstadt Caracas verbunden. Diese wurde 2006 eröffnet und war damit die erste neue Bahnstrecke in Venezuela seit 70 Jahren. Sie weist 24 Tunnels mit einer Gesamtlänge von 20 km und 27 Brücken auf.

## In Cúa geboren
- Ezequiel Zamora (1817–1860), Bürgerkriegsgeneral
- Evencio Castellanos (1915–1984), Komponist und Pianist